# 레알 쿤디나마르카
레알 쿤디나마르카(스페인어: Real Cundinamarca)는 콜롬비아 쿤디나마르카주를 연고로 하는 축구단이다. 2023년 7월 10일에 창단되었으며, 카테고리아 프리메라 B에 참가하고 있다.